# HEPN1
HEPN1 (англ. Hepatocellular carcinoma, down-regulated 1) – білок, який кодується однойменним геном, розташованим у людей на 11-й хромосомі. Довжина поліпептидного ланцюга білка становить 88 амінокислот, а молекулярна маса — 10 305.
| 10         |  | 20         |  | 30         |  | 40         |  | 50         |
| ---------- |  | ---------- |  | ---------- |  | ---------- |  | ---------- |
| MGNWGLGIAP |  | WVDGESELEF |  | RRLGMQGPLE |  | ALRRREWNTQ |  | RASFSFSFLI |
| ALSPHTVDYC |  | HSYELFNRRW |  | HGHVLATQRP |  | SLFILMLV   |  |            |

A: Аланін

C: Цистеїн

D: Аспарагінова кислота

E: Глутамінова кислота

F: Фенілаланін

G: Гліцин

H: Гістидин

I: Ізолейцин

L: Лейцин

M: Метіонін

N: Аспарагін

P: Пролін

Q: Глутамін

R: Аргінін

S: Серин

T: Треонін

V: Валін

W: Триптофан

Локалізований у цитоплазмі.